# Guerra russo-turca (1676-1681)
La Guerra russo-turca de 1676 a 1681 va ser una guerra entre el Tsarat rus i l'Imperi otomà, causada per l'expansionisme turc a la segona meitat del segle xvii.

## Preludi
Després d'haver capturat i devastat la regió de Podíl·lia en el transcurs de la Guerra polonesa-turca de 1672–1676, el govern otomà s'esforçà per estendre el seu domini a tota la riba dreta d’Ucraïna amb el suport del seu vassall (des del 1669) Hetman Petro Doroxenko. La política proturca d'aquest últim causà descontentament entre molts cosacs ucraïnesos, els quals elegirien Ivan Samoilovich (hetman del marge esquerre d'Ucraïna) com a únic hetman de tota Ucraïna el 1674.
Malgrat això, Doroxenko continuà mantenint Chyhyryn. Va maniobrar hàbilment entre Moscou i Varsòvia i va utilitzar el suport de l'exèrcit turcotatar. Finalment, les forces russes i ucraïneses sota el comandament de Samoilovich i Grigory Romodanovsky van assetjar Chyhyryn i van obligar Doroxenko a rendir-se el 1676. Després de deixar una guarnició a Chyhyryn, els exèrcits russos i ucraïnesos es van retirar a la riba esquerra del Dnièper.
El subministrament de les forces otomanes que operaven a Moldàvia i Valàquia era un repte important que requeria una logística ben organitzada. Un exèrcit de 60.000 soldats i 40.000 cavalls necessitava mitja tona de menjar al dia. Les forces otomanes van tenir un millor rendiment que les russes, però les despeses van paralitzar ambdós tresors nacionals. Els subministraments per les dues parts es van fer amb preus fixos, impostos i confiscació.

## Campanya de 1677
El soldà turc nomenà Yuri Khmelnitsky, que era presoner en aquell moment, hetman de la riba dreta d'Ucraïna. El juliol de 1677, el soldà ordenà a l'exèrcit (45.000 soldats) sota el comandament d'Ibrahim Pasha que avancés cap a Chyhyryn. El 30 de juliol del 1677 a la fortalesa van aparèixer destacaments avançats, i el 3 d'agost les principals forces dels turcs. Les forces de Samoilovich i Grigory Romodanovsky es van unir el 10 d'agost i fins al 24 d'agost no van travessar el riu Sula, cap a Chyhyryn. Del 26 al 27 d'agost, una escaramussa entre les seves tropes i les otomanes eliminà els llocs d'observació otomans i va permetre a la resta de les forces moscovites i ucraïneses travessar el riu sota la cobertura del foc d'artilleria. Els intents turcs de tornar al riu el primer destacament sota el comandament del major general Shepelev foren rebutjats. La cavalleria russa i ucraïnesa va atacar i desbordà el campament de l'exèrcit turcotàtar, el 28 d'agost i va causar greus baixes. L'endemà, Ibrahim Pasha aixecà el setge de Chyhyryn i es retirà precipitadament cap al riu Inhul i més enllà. Samoilovich i Grigory Romodanovsky van alliberar Chyhyryn el 5 de setembre. L'exèrcit otomà havia perdut 20.000 soldats; Ibrahim va ser empresonat al seu retorn a Constantinoble, i el kan de Crimea Selim I Giray va perdre el tron.

## Campanya de 1678

Esquema de mapa de la fortalesa de Chigirin a la vigília del setge de 1678:
I - bastió central o "baluard" del Castell Nou
II - Bastió ("masmorra") de Doroshenko
III - Bastió amb la torre de Crimea
IV - La porta Spassky amb una torre de fusta i un doble barret davant
V - Torre de fusta sobre un fonament de pedra, "Nou corn de cabra"
VI - Torre i pou
VII - Bastió cantoner de pedra
VIII - Torre rodona de pedra
IX - La torre de Kíiv amb una porta al pont
X - Torre Noname (acabada de construir el 1678)
XI - La torre del molí o Korsun
XII - Porta a la Ciutat Baixa

El juliol del 1678, l'exèrcit turc d'uns 70.000 soldats del Gran visir Kara Mustafa Paixà amb l'exèrcit tàtar de Crimea (fins a 50.000 soldats) van assetjar Chyhyryn una vegada més. Els exèrcits rus i ucraïnès (70-80.000) van trencar la posició fortificada de la força de cobertura turca, que va haver de fugir. Després es van atrinxerar a la riba esquerra del riu Tiasmyn, davant la fortalesa, amb l'exèrcit turcocrimeà a l'altra riba. Les cruïlles foren destruïdes i esdevingué més difícil atacar els turcs. Les tropes podien entrar lliurement al Chyhyryn, però ja estaven envoltades de posicions de setge ben equipades i fou fortament bombardejada; les seves fortificacions van quedar molt malmeses. Quan els turcs van irrompre a la ciutat baixa de Chyhyryn l'11 d'agost, Romodanovsky ordenà abandonar la ciutadella i retirar les tropes a la riba esquerra. L'exèrcit rus es retirà més enllà del Dnièper, i derrotà l'exèrcit turc perseguidor, que finalment els deixaria en pau. Més tard, els turcs es van apoderar de Kanev i van establir el poder de Iuri Khmelnitsky a la riba dreta d'Ucraïna, però no es van atrevir a anar a Kíiv, on eren les tropes russes.
El 1679-1680, els russos van rebutjar els atacs dels tàtars de Crimea i van signar el 3 de gener de 1681 el Tractat de Pau de Bakhchisaray, que establiria la frontera russoturca pel Dnièper.

## Resultat de la guerra
La guerra acabà amb el tractat de Bakhchisarai, discutit quant als resultats. Alguns historiadors diuen que fou una victòria otomana, però un altre historiador afirma que va ser una victòria russa, tot i que alguns historiadors afirmen que la guerra restà estancada.
Amb la treva, acordada per 20 anys, s'acceptava el riu Dnieper com a línia de demarcació entre l'Imperi otomà i el domini de Moscou i van acordar no establir-se al territori entre els rius Bug meridional i Dnieper. Després de la signatura del tractat, l'horda Nogai encara conservava el dret a viure com a nòmada a les estepes del sud d'Ucraïna, mentre que els cosacs conservaven el dret a pescar al Dnièper i als seus afluents, per obtenir sal al sud, i per navegar pel Dnièper i la mar Negra. El soldà otomà va reconèixer llavors la sobirania de Moscòvia a la regió d'Ucraïna de la riba esquerra i el domini cosac de Zaporíjia, mentre que la part sud de la regió de Kíiv, la regió de Bratslav i Podíl·lia van quedar sota control otomà.